# Ignazio Corrao

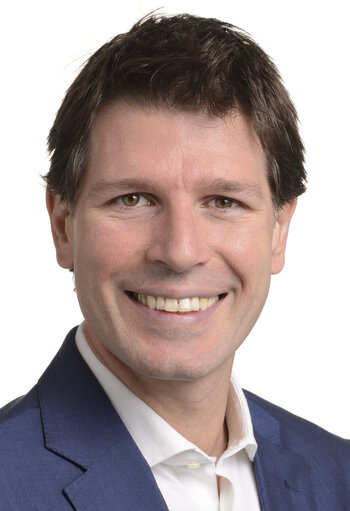
Ignazio Corrao, 2016

Ignazio Corrao  (* 14. Januar 1984 in Rom) ist ein italienischer Politiker. Seit 2014 ist Corrao Mitglied des Europäischen Parlaments, er verteidigte sein Mandat bei der Europawahl 2019 im Europawahlkreis Italienische Inseln. Bis 2020 war Corrao Mitglied des Movimento 5 Stelle, Ende 2020 trat er aus der Partei aus. Seit Ende 2020 ist Corrao Mitglied der Parlamentsfraktion Die Grünen/EFA.

## Leben

### Ausbildung
Ignazio Corrao wurde am 14. Januar 1984 in Rom geboren, wuchs jedoch zwischen Alcamo und Palermo auf. Anschließend studierte er Jura an der Universität von Palermo und qualifizierte sich als Anwalt am Berufungsgericht von Palermo. Bereits in seiner universitären Zeit engagierte sich Corrao hochschulpolitisch.

### Einzug ins Europaparlament 2014
2014 ließ Corrao sich für die Europawahlliste des Fünf-Sterne-Bewegung im Europawahlkreis Italienische Inseln (Sizilien und Sardinien) aufstellen. In dem Wahlkreis gewann die Bewegung aus dem Stand mit 27 Prozent zwei der sieben Mandate des Wahlkreises, und damit auch Corrao. Insgesamt zogen 17 Abgeordneten der Fünf-Sterne-Bewegung ins Europaparlament ein, sie schlossen sich der europaspektischen bzw. -rechtspopulistischen Fraktion Europa der Freiheit und der direkten Demokratie (EFDD) an. Corrao war von 2014 bis 2015 stellvertretender Vorsitzender der Fraktion.
In der Wahlperiode von 2014 bis 2019 vertrat er seine Fraktion im Entwicklungsausschuss (2014–19), im Ausschuss für bürgerliche Freiheiten, Justiz und Inneres (2014–17) und im Unterausschuss Menschenrechte (2014–19). Er war stellvertretendes Mitglied in den Ausschüssen für Recht (2014–17), auswärtige Angelegenheiten (2014–16), Landwirtschaft und ländliche Entwicklung (2016–19), bürgerliche Freiheiten, Justiz und Inneres (2017–19) sowie im Sonderausschuss zu Finanzkriminalität, Steuerhinterziehung und Steuervermeidung. In der Wahlperiode war insgesamt fünf Mal Berichterstatter: Unter anderem zum Thema des „automatisierten Austauschs von Fahrzeugregisterdaten mit Portugal“, zum Thema der „strafrechtlichen Bekämpfung der Geldwäsche“, aber auch zur „Verantwortlichkeit von Unternehmen für schwere Menschenrechtsverletzungen in Drittstaaten“ und dem „Treuhandfonds der Europäischen Union für Afrika“.
Thematisch fokussierte sich Corrao vor allem auf die Verteidigung der italienischen Landwirtschaft, sowohl innerhalb wie außerhalb des Parlamentes. Er prangerte mehrmals an wie Gelder der Gemeinsamen Agrarpolitik der EU die italienische Mafia finanzierten und wie Freihandelsverträge multinationale Konzerne begünstigten und damit lokale Produktionen zerstörten. Zur Illustration seiner Forderungen nahm er auch schon eine Flasche Olivenöl wie auch sizilianische Zitronen in den Plenarsaal des Parlaments.
Parteiintern fungierte Corrao 2017 als Koordinator der Kandidaten der 5-Sterne-Bewegung in der sizilianischen Regionalversammlung für die Regionalwahlen 2017 in Sizilien. Anschließend, zwischen Ende 2017 und März 2018, ernannten ihn M5S-Vorsitzender Luigi Di Maio zum „Koordinator aller regionaler Koordinatoren“ im Vorfeld der italienischen Parlamentswahlen 2018. Seit Juni 2018 war er zusammen mit Massimo Bugani und Valentina Corrado der nationale Koordinator der Kommunen und Regionen für die Fünf-Sterne-Bewegung.

### Wiedereinzug 2019 und Parteiaustritt 2020
Für die Europawahl 2019 kandidierte Corrao erneut. Mit 29 Prozent der Stimmen im Wahlkreis Italienische Inseln verteidigte er und sein Parteikollege Dino Giarrusso die zwei Mandate für die Fünf-Sterne-Bewegung. In der neunten Legislatur des Europaparlaments schlossen sich die Abgeordneten der Fünf-Sterne-Bewegung keiner Fraktion an und blieben damit fraktionslos (non inscrit). Corrao übernahm die Mitgliedschaft im Ausschuss für Industrie, Forschung und Energie, sowie die stellvertretende Mitgliedschaft im Entwicklungsausschuss.
Ab Dezember 2019, nach seiner Wiederwahl als Abgeordneter, gehört er zusammen mit Paola Taverna, Danilo Toninelli, Emilio Carelli, Barbara Floridia und Enrica Sabatini zur Gruppe von sechs nationalen Moderatoren (facilitatori organizzativi nazionali) die den politischen Führung Fünf-Sterne-Bewegung unterstützen. Im Juni 2020 wurde er von seiner Position als Moderator abgesetzt, weil er gegen eine Resolution zur europäischen Antwort auf die COVID-19-Krise gestimmt hatte, die den Europäischen Stabilitätsmechanismus enthielt, und wurde zusammen mit seinen Kolleginnen Rosa D’Amato und Piernicola Pedicini für einen Monat aus der M5S ausgeschlossen. Im Dezember beschloss er, zusammen mit Piernicola Pedicini, Rosa D’Amato und Eleonora Evi die Partei zu verlassen und sich im Europaparlament der Fraktion Die Grünen/EFA anzuschließen.